# Navarretia viscidula
Navarretia viscidula är en blågullsväxtart som beskrevs av George Bentham. Navarretia viscidula ingår i släktet navarretior, och familjen blågullsväxter.

## Underarter
Arten delas in i följande underarter:
- N. v. purpurea
- N. v. viscidula